# Захарейково
Захаре́йково (рос. Захарейково, марій. Сакарсола) — присілок у складі Новотор'яльського району Марій Ел, Росія. Входить до складу Пектубаєвського сільського поселення.

## Населення
Населення — 17 осіб (2010; 13 у 2002).
Національний склад (станом на 2002 рік):
- марійці — 100 %